# Meja
Meja — первый студийный (дебютный) сольный альбом шведской певицы Меи, выпущенный в 1996 году лейблом Epic Records. После участия в группе Legacy of Sound Мея познакомилась с тогдашним менеджером группы Ace of Base Лассе Карлсоном, а он в свою очередь познакомил ее с автором песен Дугласом Карром, который стал продюсировать альбом. Певица потерпела огромный коммерческий провал в Швеции, попав в чарты только под номером 29, но на японском рынке обрела огромный успех, где было продано 600 000 копий альбома.

## Список композиций
| №  | Название                       | Автор (-ы)                              | Продюсер (-ы)         | Продолжительность, мин |
| -- | ------------------------------ | --------------------------------------- | --------------------- | ---------------------- |
| 1  | Welcome to the Fanclub of Love | Дуглас Карр, Янне Танели-Джунтилла, Мея | Карр                  | 3:36                   |
| 2  | How Crazy Are You?             | Карр, Танели-Джунтилла                  | Карр                  | 3:54                   |
| 3  | I Wanna Make Love              | Йонас «Джокер» Берггрен                 | Карр, Берггрен        | 3:13                   |
| 4  | Ivisible                       | Карр, Мэя                               | Карр                  | 3:08                   |
| 5  | I Didn’t Know                  | Бен Уотт, Трейси Торн                   | Карр                  | 3:33                   |
| 6  | Rainbow                        | Билли Стейнберг                         | Карр                  | 3:57                   |
| 7  | My Best Friend                 | Александр Кронлунд, Мeя                 | Андерс Багге, Слик    | 3:03                   |
| 8  | Daniellas Eyes                 | Кронлунд, Мeя                           | Карр                  | 3:41                   |
| 9  | April Love                     | Кронлунд, Мeя                           | Карр                  | 3:19                   |
| 10 | It Ain’t Over                  | Карр, Танели-Джунтилла                  | Карр                  | 3:56                   |
| 11 | I’m Missing You                | Пер Адебратт, Томми Экман, Карр, Мeя    | Адебратт, Экман, Карр | 3:37                   |
| 12 | Flower Girl                    | Карр                                    | Карр                  | 3:30                   |

## Позиция в чартах
| Чарт (1996) | Позиция |
| ----------- | ------- |
| Швеция      | 29      |

## Сертификация
| Регион                                                      | Сертификация | Продажи |
| ----------------------------------------------------------- | ------------ | ------- |
| Швеция (GLF)                                                | Золотой      | 50 000^ |
| ^ Данные о тиражах приведены только на основе сертификации. |              |         |

## В популярной культуре
Песня «How Crazy Are You?» была включена в видеоигру Dead or Alive Xtreme Beach Volleyball для Xbox, где она звучит во время вступительного ролика.